# Doble Kara
Doble Kara è una serial televisivo filippino trasmesso su ABS-CBN dal 2015 al 2017.

## Trama
La storia ruota attorno a due sorelle gemelle identiche, cresciute in una famiglia felice a dispetto della povertà, le cui vite saranno intrecciate per amore, invidia, inganno, ambizione e ricchezza. 

## Personaggi e interpreti
- Kara de la Rosa / Sara Suarez – interpretata da Julia Montés
- Lucille Acosta-de la Rosa – interpretata da Carmina Villarroel
- Laura Hipolito-Suarez – interpretata da Mylene Dizon
- Ishmael Suarez – interpretato da Ariel Rivera
- Antonio de la Rosa – interpretato da Allen Dizon
- Sebastian "Seb" Acosta – interpretato da Sam Milby
- Edward Ligaya – interpretato da Edgar Allan Guzman
- Alexandra "Alex" Acosta – interpretata da Maxene Magalona
- Isabella Acosta / Rebecca "Becca" Suarez – interpretata da Krystal Mejes
- Hannah Acosta – interpretata da Myel de Leon
- Barbara Acosta – interpretata da Alicia Alonzo
- Anita – interpretata da Gloria Sevilla
- Itoy Delgado – interpretato da John Lapus
- Andy Delgado – interpretato da Anjo Damiles
- Banjo Manrique – interpretato da Rayver Cruz
- Cynthia "Mother" Manrique – interpretata da Mickey Ferriols
- Chloe Cabrera – interpretata da Patricia Javier
- Patricia Hernandez – interpretata da Alexa Ilacad
- Paolo Acosta – interpretato da Nash Aguas
- Julio Hernandez – interpretato da Polo Ravales
- Camille Rose "CR" Sanchez – interpretata da Alora Sasam
- Olivia "Ms. O" Ou – interpretata da Loren Burgos
- Dante Ligaya – interpretato da Ramon Christopher Gutierrez
- Susan Ligaya – interpretata da Frances Ignacio
- Emilio – interpretato da Michael Conan
- Jason – interpretato da Jason Fernandez
- Jessica – interpretata da Chrisha Uy
- Lourdes – interpretata da Chiqui del Carmen
- Elvis – interpretato da Joe Vargas
- Mikay – interpretata da Yesha Camille
- Bebeng – interpretata da Amy Nobleza
- Xen – interpretata da Shey Bustamante
- Eric – interpretato da Eslove Briones
- Nestor – interpretato da David Chua
- Apple – interpretata da Hannah Ledesma
- Frank – interpretato da Markki Stroem
- Andrea – interpretata da Kathleen Hermosa
- Mikasa – interpretata da Arisa Suzuki
- Dina – interpretata da Cristine Yao
- Gabo – interpretato da Joseph Ison
- Nancy – interpretata da Sunshine Garcia
- Rona – interpretata da Maria Isabel Lopez
- Kengkay – interpretata da Kristel Fulgar
- Caring – interpretata da Odette Khan
- SPO1 Arellano – interpretato da Simon Ibarra
- Victor – interpretato da Alex Castro
- Bogart – interpretato da Marx Topacio
- Adolfo – interpretato da Jeff Luna
- Kara de la Rosa (bambina) / Sara Suarez (bambina) – interpretata da Avery Balasbas
- Edward Ligaya (bambino) – interpretato da Marco Pingol
- Andy Delgado (bambino) – interpretato da Harvey Bautista
- Sebastian "Seb" Acosta (bambino) – interpretato da Trajan Moreno
- Alexandra "Alex" Acosta (bambina) – interpretata da Alyanna Angeles
- Esmeralda Hipolito – interpretata da Irma Adlawan
- Kristina Valera – interpretata da Maritess Joaquin
- Vianne Valera – interpretata da Dexie Daulat
- Lorena Acosta – interpretata da Maila Gumila

## Riconoscimenti
| Anno | Premio                 | Categoria                               | Ricevente    | Risultato       |
| ---- | ---------------------- | --------------------------------------- | ------------ | --------------- |
| 2015 | TV Series Craze Awards | Miglior serie televisiva diurna         | Doble Kara   | Vincitore/trice |
| 2016 | Gawad Tanglaw Awards   | Miglior attrice protagonista (serie TV) | Julia Montés | Vincitore/trice |